# Velika nagrada Provanse 1933
Velika nagrada Provanse 1933 je bila enajsta neprvenstvena dirka v sezoni Velikih nagrad 1933. Odvijala se je 4. junija 1933 v francoskem mestu Nîmes in je bila ena kar treh dirk za Veliko nagrado istega dne, ostali sta bili še dirki za Veliko nagrado Frontieresa in Veliko nagrado Nîmesa.

## Rezultati

### Dirka
| Poz | Št | Dirkač           | Moštvo    | Dirkalnik    | Krogi | Čas/Odstop |
| --- | -- | ---------------- | --------- | ------------ | ----- | ---------- |
| 1   | 38 | Marcel Jacob     | Privatnik | Bugatti T35B | 40    | 1:02:56.4  |
| 2   | 42 | »Bernasconi«     | Privatnik | Bugatti T35C | 40    | 1:04:26.0  |
| 3   | 36 | André Vagniez    | Privatnik | Maserati 26  | 37    | +3 krogi   |
| Ods | 36 | Benoît Falchetto | Privatnik | Bugatti T35B | 25    |            |
| Ods | 48 | »Genibral«       | Privatnik | Bugatti T35  |       |            |
| Ods | 40 | Pierre Rey       | Privatnik | Bugatti T35C |       |            |